# عصر رقمي مظلم

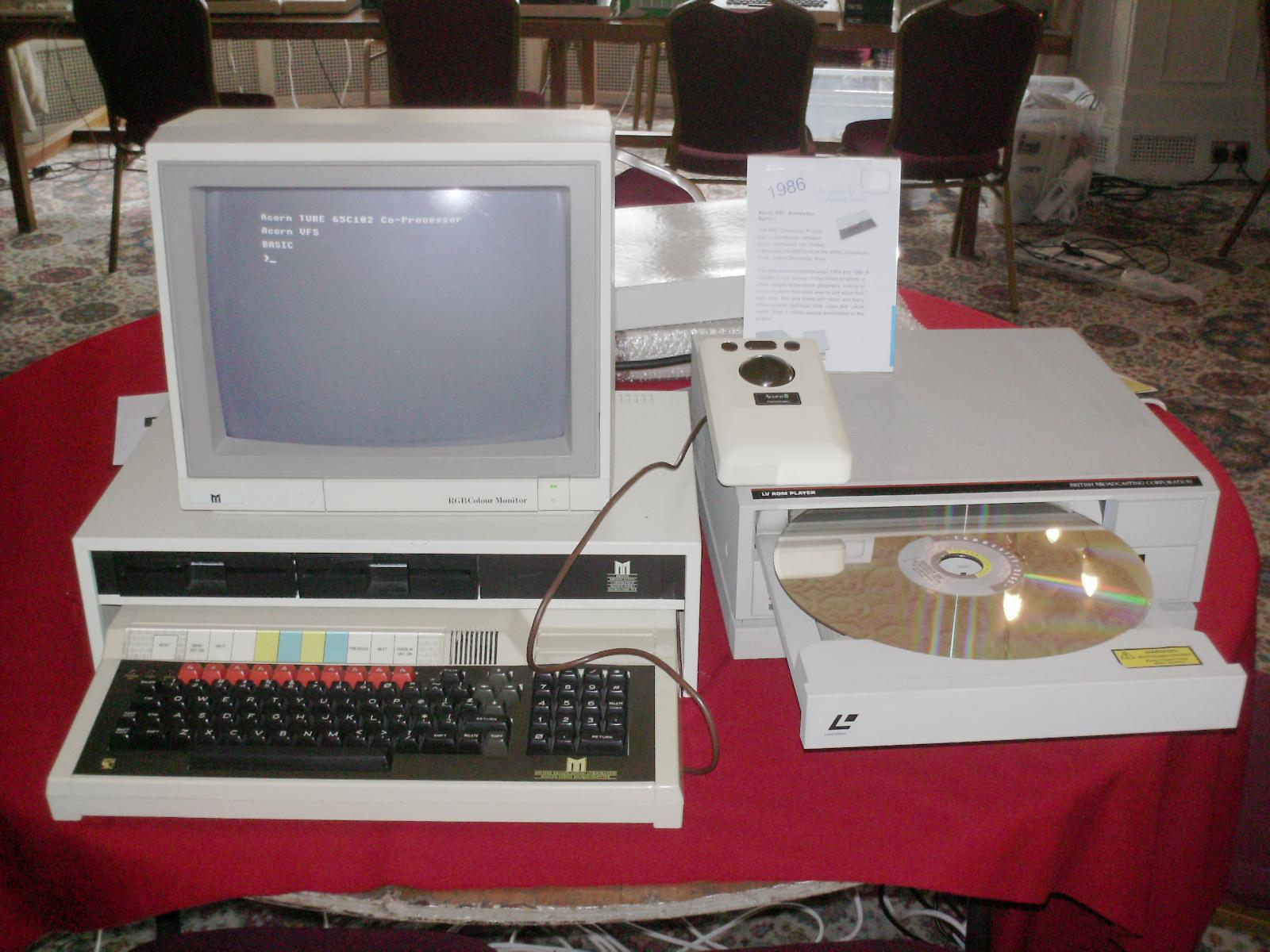

العصر الرقمي المظلم (بالإنجليزية: Digital dark age)‏ هو حالة ممكنة مستقبلاً حيث سيكون من الصعب أو المستحيل قراءة الوسائط المتعددة والوثائق الإلكترونية القديمة، لأنه تم تخزينها في صيغة ملف قديمة وغير مشهورة. المصطلح مشتق ومستوحى من العصور المظلمة.
تم استخدام هذا المصطلح لأول مرة من قبل الاتحاد الدولي لجمعيات ومؤسسات المكتبات (IFLA) في عام 1997م. وتم استخدامه مرة أخرى في عام 1998م.